# 早瀨憲太郎
早瀨 憲太郎（早瀬 憲太郎、はやせ けんたろう、1973年 - ）は、日本の教育者、映像作家。ろう者であり、ろう者向けの学習塾の経営を行うほか、ろう者向けあるいはろう者をテーマとした映像・映画の製作を行っている。妻は聴覚障害者で初の薬剤師となった早瀨久美。
妻と共に自転車競技のデフアスリートでもあり、デフリンピックの日本代表経験がある。

## 経歴
奈良県出身。大学在学中には、全日本ろう学生懇談会の中央委員長を務めた。
1993年に、ろう児対象の学習塾「早瀬道場」を設立して塾長に就任。東京都立大塚ろう学校の講師や、「ろうによるろう児のためのろう教育」を掲げて1997年に設立された非営利団体「スマイルフリースクール」の理事長も務めている。
また、大塚ろう学校の早期教育相談指導員として映像教材を制作したことをきっかけに、ろう児のための映像教材・映画、ろう者をテーマとした映画等の制作に携わり、2004年に大塚ろう学校の生徒とともに制作した『あきらめないで』で聴覚障害者映像フェスティバルin嵯峨野の聴覚障害者映像大賞を受賞。2006年には、制作・脚本を務めた『迂路（うろ）』がトロントろう映画祭最優秀賞を受賞した。
2008年に、映画『ゆずり葉-君もまた次のきみへ-』で大きな反響を呼んだ。
2013年には、自転車競技選手としてソフィアデフリンピックの日本代表入りし、自転車競技選手団の監督も務めた。2017年のサムスンデフリンピックと、2022年のブラジルデフリンピックでも、自転車競技の日本代表入りを果たしている。なお、両大会とも、妻の久美も自転車競技のスタッフ兼選手として日本代表入りしている。

## フィルモグラフィ

### 教材ビデオ
- 『絵本であそぼ』（制作、1999年）

### 映画・ドラマ
- 『先生』（制作、2001年）
- 『君は誰?』（制作、2002年）
- 『ドキドキニュース』（制作、2003年）
- 『あきらめないで』（制作、2004年）

聴覚障害者映像フェスティバルin嵯峨野聴覚障害者映像大賞
- 『迂路（うろ）』（制作・脚本、2006年）

トロントろう映画祭最優秀賞
- 『ハワイに行きたい』（制作、2006年）
- 『ゆずり葉-君もまた次のきみへ-』（脚本・監督、2008年）

※全日本ろうあ連盟創立60周年記念事業
- 『咲む』（脚本・監督、2020年）

※全日本ろうあ連盟創立70周年記念事業

### テレビ番組
- 『わんぱく子ども放送局』（プロデューサー、「目で聴くテレビ」内）
- 『NHKみんなの手話』（講師、2007年 - ）